# La camorra
La Camorra es el nombre de una suite de tres movimientos para conjunto de tango argentino compuesta por Ástor Piazzolla en 1988. 

## Historia
Piazzolla se inspiró en la organización criminal napolitana Camorra y representa la declaración compositiva más ambiciosa de Piazzolla en términos de duración y forma musical a gran escala, pero no en términos de armonía o timbre. El compositor se refirió a la grabación realizada con su Quinteto Tango Nuevo (a menudo denominado vagamente su segundo quinteto) en 1988 en Nueva York como «lo mejor que he hecho», aunque no está claro si se refería a una composición o a una interpretación/grabación. La agrupación para esta grabación estuvo compuesta por Astor Piazzolla (bandoneón), Pablo Ziegler (piano), Fernando Suárez Paz (violín), Héctor Console (contrabajo) y Horacio Malvicino (guitarra). Esta sería la última grabación del Quinteto y Piazzolla formaría su conjunto final, el Sexteto Nuevo Tango (Sexteto Tango Nuevo), ese mismo año.

Con un bandoneón triste, Astor Piazzolla llevó el tango al XX a base de gritos y golpes. La Camorra es tan brutal como el presente y tan amorosa como el pasado.
Andrew JonesMontreal Mirror, 10/11/1990

## Grabaciones del discoLa Camorra: La soledad de la provocación apasionada
La obra fue grabada en vivo, en Estados Unidos, en mayo de 1988, en el disco homónimo, La Camorra: La soledad de la provocación apasionada, con Astor Piazzolla y su Quinteto, junto con otras obras:
1. Soledad 7:50
2. La Camorra I 9:25
3. La Camorra II 7:02
4. La Camorra III 11:03
5. Fugata 3:15
6. Sur: Los Sueños 2:56
7. Sur: Regreso Al Amor 6:22

Este álbum AMCL1021, así como otros dos  fueron grabados con la ayuda del productor Kip Hanrahan para el sello americano Clavé. «Hanrahan, un músico, productor y “facilitador” como él mismo se llama, hizo posibles estas tres joyas elaboradas con amor y precisión diabólica por Piazzolla en Nueva York».

Nota del productor: Después de la ola de aprobación de la crítica y del público y de la creciente satisfacción de nuestra parte (las dos relacionadas sólo periféricamente) que siguió a "Tango: Zero Hour", Malvi y yo apostamos a Astor a que no podía ofrecer nueva música aún más hermosa, más apasionada y más compleja (¿honesta?) que el Magnus Opum. Impertérrito y a la altura del desafío (como siempre), creó la suite "La Camorra", que en muchos sentidos fue una pieza aún más espectacular y trascendente de lo que esperábamos. Aunque más voluble (como su creador) que Tango: Zero Hour, cumplió con creces las condiciones de la apuesta al abordar la belleza, la pasión y la complejidad, al tiempo que cambiaba y ganaba en intensidad constantemente. También continuó, incluso cumplió, la inclinación de Piazzolla en The Rough Dancer... resaltada por Fernando González, jugando con y contra la forma del tango, haciendo referencias al tango pasado y al tango futuro, así como al pasado y al (posible) futuro del propio Piazzolla, con referencias directas a los bandoneonistas que influyeron en su comprensión del instrumento y del tango mismo, al mismo tiempo que los trascendieron. ¡Guau! Por alguna razón, probablemente porque ha sido eclipsada por la continua (y justificada) atención que se le sigue dando a Tango: Zero Hour, a esta pieza y a esta grabación, que muchos de los que estábamos cerca de ella considerábamos quizás su mejor grabación, la mejor de Piazzolla. Grabó media hora, se perdió y nunca recibió el protagonismo que merecía. Si la fortuna tuviera algún sentido del equilibrio, este disco... Oh, maldita sea, si la fortuna tuviera algún sentido del equilibrio, muchas cosas serían diferentes. ¿No es cierto?
Kip Hanrahan